# West End Blues
Pour les articles homonymes, voir West et Blues (homonymie).
Clip vidéo
[vidéo] « Louis Armstrong - West End Blues (1928) », sur YouTube
[vidéo] « Louis Armstrong - West End Blues et paroles (1955) », sur YouTube
West End Blues est un standard de jazz-blues « historique » composé par le jazzman américain King Oliver, avec des paroles de son pianiste-compositeur Clarence Williams. Enregistré pour la première fois par King Oliver et ses The Dixie Syncopators en version instrumentale du 11 juin 1928 chez Brunswick Records à New York, il est repris par de nombreux interprètes, dont en particulier (11 jours plus tard) Louis Armstrong et ses Hot Five, le 28 juin 1928 chez Okeh Records à Chicago, qui en fait un standard de jazz, considéré comme un des premiers chef-d'œuvre de référence du jazz Nouvelle-Orléans de sa carrière,,, ou il révèle, à l'age de 26 ans, son génie en improvisation musicale à la trompette et en chant scat,, (disque intronisé au Grammy Hall of Fame Award en 1979,). 

## Histoire
Le titre « West End (en) » fait référence au quartier excentré de La Nouvelle-Orléans en Louisiane, des plages du lac Pontchartrain et du delta du Mississippi, importante station balnéaire locale de l'époque où se produisent de nombreux orchestres de jazz (considéré comme le berceau de l'histoire du jazz des années 1910, avec le Early Jazz et le jazz Nouvelle-Orléans, où et avec qui sont nés Louis Armstrong et King Oliver). 
King Oliver est un des premiers mentors et amis du début de la carrière de Louis Armstrong (son protégé) à qui il apprend à jouer à l'oreille, l'intègre dans son orchestre Creole Jazz Band à l'age de 21 ans en 1922, et lui fait enregistrer ses premiers disques vinyles à Chicago (capitale mondiale du jazz à l'époque). Armstrong quitte le groupe en 1925 pour s'installer pendant trois ans à New York. Agé de 26 ans en 1928, il reprend et enregistre cette composition de son ami et mentor, avec en particulier Earl Hines au piano, et Zutty Singleton à la batterie.
Louis Armstrong enregistre également avec succès la chanson avec les paroles de Clarence Williams « Vous dites oui, je dis non, Vous dites stop et je dis allez allez allez, oh non, Tu dis au revoir et je dis bonjour,  je ne sais pas pourquoi tu dis au revoir, je dis bonjour, Je dis haut, tu dis bas, Vous dites pourquoi et je dis que je ne sais pas, oh non, Pourquoi pourquoi pourquoi pourquoi pourquoi pourquoi dites-vous au revoir au revoir, oh non ?... ».

## Reprises
Ce standard de jazz est réédité de nombreuses fois, et repris par de nombreux interprètes, dont Ethel Waters, Hazel Smith, et Katherine Henderson (en)... 

## Au cinéma
- 1947 : Nouvelle-Orléans (en), d'Arthur Lubin, avec Billie Holiday et Louis Armstrong
- 1999 : Les Enfants du marais, de Jean Becker (écoutée au bord du marais par André Dussollier, Jacques Gamblin, Jacques Villeret, et Michel Serrault)[16].